# Haget
Haget település Franciaországban, Gers megyében. Lakosainak száma 353 fő (2022. január 1.). Haget Barbachen, Rabastens-de-Bigorre, Ségalas, Beccas, Betplan, Malabat és Villecomtal-sur-Arros községekkel határos.

## Népesség
A település népességének változása:
| Lakosok száma | 289  | 314  | 329  | 302  | 336  | 335  | 331  | 335  | 332  | 353  |
|               | 1968 | 1982 | 1990 | 2006 | 2013 | 2015 | 2017 | 2019 | 2020 | 2022 |